# Claude Louis Bonne
Claude Louis Bonne est un homme politique français né le 7 août 1760 à Sennecey-le-Grand (Saône-et-Loire) et décédé le 9 août 1836 à Mâcon (Saône-et-Loire).

## Biographie
Négociant, maire de Mâcon, il est président du tribunal de commerce sous le Premier Empire. Il est député de Saône-et-Loire de 1815 à 1816, siégeant avec la majorité de la Chambre introuvable. Il est conseiller de préfecture de 1821 à 1830.

## Sources
- « Claude Louis Bonne », dans Adolphe Robert et Gaston Cougny, Dictionnaire des parlementaires français, Edgar Bourloton, 1889-1891 [détail de l’édition]